# Turmhügel Schlössleshöppel
Der Turmhügel Schlössleshöppel ist eine abgegangene mittelalterliche Turmhügelburg (Motte) etwa 800 Meter südöstlich von Großbuchfeld, einem Ortsteil der Gemeinde Hirschaid im Landkreis Bamberg in Bayern. Bei Abtragungsarbeiten um das Jahr 1930, bei denen der Turmhügel bis auf die Hälfte seiner ursprünglichen Höhe reduziert wurde, sollen Backsteine und Bruchstücke von Ofenkacheln aufgefunden worden sein, deren Verbleib aber unbekannt ist. Die Stelle ist als Bodendenkmal Nummer D-4-6231-0011 „Mittelalterlicher Turmhügel“ geschützt.

## Beschreibung
Der Turmhügel befindet sich in der Niederung unmittelbar am westlichen Talrand des Tappenbaches, südlich des Falzbrunnens. Dieser Hügel weist eine runde Grundfläche mit einem Durchmesser von 20 Metern auf, seine Höhe beträgt heute noch etwa 2,5 Meter. An seiner Nordwestseite wird er von einem 12 bis 15 Meter breiten Graben vom weiter ansteigenden Gelände abgetrennt, an den restlichen Seiten wurde der Turmhügel durch die sumpfige Talsohle des Trappbaches geschützt.